# Nadja Hirsch
Nadja Yvonne Hirsch (ur. 13 lipca 1978 w Monachium) – niemiecka polityk i samorządowiec, deputowana do Parlamentu Europejskiego VII i VIII kadencji.

## Życiorys
Ukończyła studia z zakresu psychologii na Uniwersytecie Ludwika i Maksymiliana w Monachium, rozpoczęła następnie przewód doktorski. W 1999 wstąpiła do Wolnej Partii Demokratycznej i jej organizacji młodzieżowej, w której pełniła funkcje kierownicze. Od 2002 zasiadała w radzie miasta Monachium.
W wyborach w 2009 z listy krajowej FDP uzyskała mandat posłanki do Parlamentu Europejskiego. Weszła w skład Komisji Zatrudnienia i Spraw Socjalnych oraz grupy Porozumienia Liberałów i Demokratów na rzecz Europy. W Europarlamencie zasiadała do 2014, powróciła do niego w trakcie VIII kadencji w listopadzie 2017.